# Velika nagrada Italije 2007
Velika nagrada Italije 2007 je bila trinajsta dirka Svetovnega prvenstva Formule 1 v sezoni 2007. Odvijala se je 9. septembra 2007 na dirkališču Autodromo Nazionale Monza.

## Rezultati

### Kvalifikacije
| Poz | Dirkač               | Konstruktor        | 1. del   | 2. del   | 3. del   |
| --- | -------------------- | ------------------ | -------- | -------- | -------- |
| 1   | Fernando Alonso      | McLaren-Mercedes   | 1:21,718 | 1:21,356 | 1:21,997 |
| 2   | Lewis Hamilton       | McLaren-Mercedes   | 1:21,956 | 1:21,746 | 1:22,034 |
| 3   | Felipe Massa         | Ferrari            | 1:22,309 | 1:21,993 | 1:22,549 |
| 4   | Nick Heidfeld        | BMW Sauber         | 1:23,107 | 1:22,466 | 1:23,174 |
| 5   | Kimi Räikkönen       | Ferrari            | 1:22,673 | 1:22,369 | 1:23,183 |
| 6   | Robert Kubica        | BMW Sauber         | 1:23,088 | 1:22,400 | 1:23,446 |
| 7   | Heikki Kovalainen    | Renault            | 1:23,505 | 1:23,134 | 1:24,102 |
| 8   | Nico Rosberg         | Williams-Toyota    | 1:23,333 | 1:22,748 | 1:24,382 |
| 9   | Jarno Trulli         | Toyota             | 1:23,724 | 1:23,107 | 1:24,555 |
| 10  | Jenson Button        | Honda              | 1:23,639 | 1:23,021 | 1:25,165 |
| 11  | Mark Webber          | Red Bull-Renault   | 1:23,575 | 1:23,166 |          |
| 12  | Rubens Barrichello   | Honda              | 1:23,474 | 1:23,176 |          |
| 13  | Alexander Wurz       | Williams-Toyota    | 1:23,739 | 1:23,209 |          |
| 14  | Anthony Davidson     | Super Aguri-Honda  | 1:23,646 | 1:23,274 |          |
| 15  | Giancarlo Fisichella | Renault            | 1:23,559 | 1:23,325 |          |
| 16  | Sebastian Vettel     | Toro Rosso-Ferrari | 1:23,578 | 1:23,351 |          |
| 17  | Takuma Sato          | Super Aguri-Honda  | 1:23,749 |          |          |
| 18  | Ralf Schumacher      | Toyota             | 1:23,787 |          |          |
| 19  | Vitantonio Liuzzi    | Toro Rosso-Ferrari | 1:23,886 |          |          |
| 20  | David Coulthard      | Red Bull-Renault   | 1:24,019 |          |          |
| 21  | Adrian Sutil         | Spyker-Ferrari     | 1:24,699 |          |          |
| 22  | Sakon Jamamoto       | Spyker-Ferrari     | 1:25,084 |          |          |

### Dirka
| Poz | Št | Dirkač               | Konstruktor        | Krogi | Čas/Odstop  | Št. m. | Toč |
| --- | -- | -------------------- | ------------------ | ----- | ----------- | ------ | --- |
| 1   | 1  | Fernando Alonso      | McLaren-Mercedes   | 53    | 1:18:37,806 | 1      | 10  |
| 2   | 2  | Lewis Hamilton       | McLaren-Mercedes   | 53    | + 6,062 s   | 2      | 8   |
| 3   | 6  | Kimi Räikkönen       | Ferrari            | 53    | + 27,325 s  | 5      | 6   |
| 4   | 9  | Nick Heidfeld        | BMW Sauber         | 53    | + 56,562 s  | 4      | 5   |
| 5   | 10 | Robert Kubica        | BMW Sauber         | 53    | + 1:00,558  | 6      | 4   |
| 6   | 16 | Nico Rosberg         | Williams-Toyota    | 53    | + 1:05,810  | 8      | 3   |
| 7   | 4  | Heikki Kovalainen    | Renault            | 53    | + 1:06,751  | 7      | 2   |
| 8   | 7  | Jenson Button        | Honda              | 53    | + 1:12,168  | 10     | 1   |
| 9   | 15 | Mark Webber          | Red Bull-Renault   | 53    | + 1:15,879  | 11     |     |
| 10  | 8  | Rubens Barrichello   | Honda              | 53    | + 1:16,958  | 12     |     |
| 11  | 12 | Jarno Trulli         | Toyota             | 53    | + 1:17,736  | 9      |     |
| 12  | 3  | Giancarlo Fisichella | Renault            | 52    | +1 krog     | 15     |     |
| 13  | 17 | Alexander Wurz       | Williams-Toyota    | 52    | +1 krog     | 13     |     |
| 14  | 23 | Anthony Davidson     | Super Aguri-Honda  | 52    | +1 krog     | 14     |     |
| 15  | 11 | Ralf Schumacher      | Toyota             | 52    | +1 krog     | 18     |     |
| 16  | 22 | Takuma Sato          | Super Aguri-Honda  | 52    | +1 krog     | 17     |     |
| 17  | 18 | Vitantonio Liuzzi    | Toro Rosso-Ferrari | 52    | +1 krog     | 19     |     |
| 18  | 19 | Sebastian Vettel     | Toro Rosso-Ferrari | 52    | +1 krog     | 16     |     |
| 19  | 20 | Adrian Sutil         | Spyker-Ferrari     | 52    | +1 krog     | 21     |     |
| 20  | 21 | Sakon Jamamoto       | Spyker-Ferrari     | 52    | +1 krog     | 22     |     |
| Ods | 5  | Felipe Massa         | Ferrari            | 10    | Vzmetenje   | 3      |     |
| Ods | 14 | David Coulthard      | Red Bull-Renault   | 1     | Trčenje     | 20     |     |